# Gatobe
Gatobe är ett vattendrag i Burundi.   Det ligger i provinsen Ngozi, i den norra delen av landet, 80 kilometer nordost om huvudstaden Bujumbura.
Omgivningarna runt Gatobe är en mosaik av jordbruksmark och naturlig växtlighet. Runt Gatobe är det tätbefolkat, med 427 invånare per kvadratkilometer.